# 卡尼于埃勒
卡尼于埃勒（法語：Canihuel，法語發音：[kani.ɥɛl]）是法国阿摩尔滨海省的一个市镇，位于该省西南部，属于甘冈区。

## 地理
卡尼于埃勒（48°20'17"N, 3°6'19"W）面积32.14 平方千米，位于法国布列塔尼大區阿摩尔滨海省，该省份为法国西北部沿海省份，位于布列塔尼半岛北部，北濒大西洋英吉利海峡，西接菲尼斯泰尔省，南至莫尔比昂省，东临伊勒-维莱讷省。
与卡尼于埃勒接壤的市镇（或旧市镇、城区）包括：科尔莱、上科尔莱、凯尔佩尔、普吕叙利安、圣吉勒普利若、圣尼古拉迪佩莱姆、圣伊若、勒维约堡。

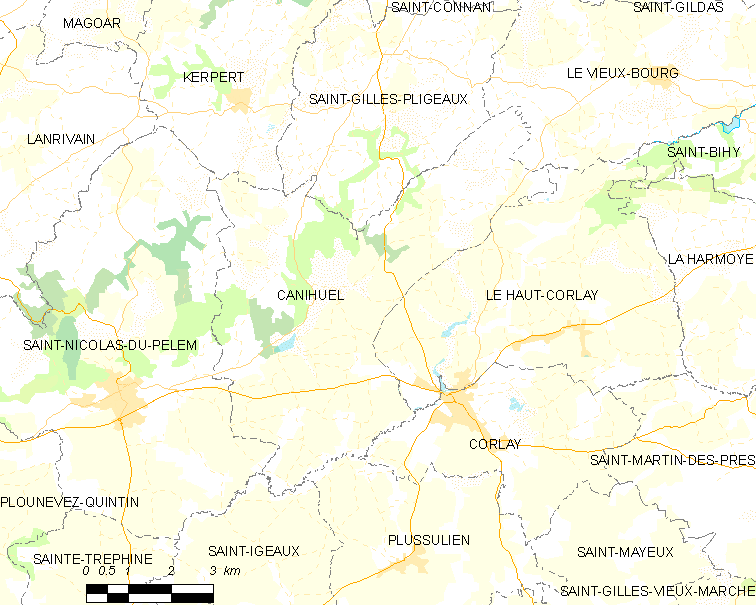
卡尼于埃勒的OSM定位图

卡尼于埃勒的时区为UTC+01:00、UTC+02:00（夏令时）。

## 行政
卡尼于埃勒的邮政编码为22480，INSEE市镇编码为22029。

## 政治
卡尼于埃勒所属的省级选区为罗斯特勒南县。

## 人口

1962-2008年间卡尼于埃勒人口变化图示

卡尼于埃勒于2022年1月1日时的人口数量为348人。